# Telamonia elegans
Telamonia elegans es una especie de araña saltarina del género Telamonia, familia Salticidae. Fue descrita científicamente por Thorell en 1887.
Habita en Birmania, Vietnam e Indonesia.